# Bertiera parviflora
Bertiera parviflora är en måreväxtart som beskrevs av Richard Spruce och Karl Moritz Schumann. Bertiera parviflora ingår i släktet Bertiera och familjen måreväxter. Inga underarter finns listade i Catalogue of Life.